# Приморский проспект
Примо́рский проспект — крупная транспортная магистраль в северной части Санкт-Петербурга. Проходит от Ушаковской развязки (проектировщик ГУП Ленгипроинжпроект) в сторону Ольгина вдоль Финского залива и вливается в Приморское шоссе.

## История

### История формирования проспекта
В начале XIX века современный Приморский проспект был частью дороги, именовавшейся «дорогой из Систребека (Сестрорецка)».
С середины XIX века на участках современного проспекта улица Академика Шиманского — ось улицы Покрышева и ось улицы Покрышева — Планерная улица существовали улицы, соответственно: 1-я линия Новой Деревни и 1-я линия Старой Деревни.
В 1883 году они были переименованы в Набережную и Благовещенскую улицы, а в 1893 году участок от Строгановского моста до Набережной улицы получил наименование Новодеревенская набережная. 6 октября 1923 года Благовещенская улица была переименована в Стародеревенскую.
30 июля 1947 года все три улицы были объединены и получили современное название — Приморский проспект. 27 марта 1990 года в связи с массовым жилищным строительством на новых территориях был устроен новый участок проспекта — от Яхтенной улицы до улицы Савушкина. В итоге проспект получил разрыв от Планерной до Яхтенной улицы. 
В 1997—2000 годах Приморский проспект был соединён с Ушаковской набережной автотранспортным путепроводом.
В 2009—2010 годах Приморский проспект на участке от Ушаковского моста до 3-го Елагина моста был реконструирован. В результате реконструкции проспекту построили вторую проезжую часть, проходящую по берегу Большой Невки. Тогда же был построен подземный переход у 3-го Елагина моста. Движение по новой части было сделано одностороннее — в город.
В 2010—2012 годах реконструирована оставшаяся часть проспекта. В результате реконструкции проспект был расширен в 2 раза и соединён с Приморским шоссе автотранспортным путепроводом, получившем впоследствии название Приморский. Примерно в это же время были построены надземные переходы над реконструированными частями проспекта. Движение по старой части Приморского проспекта стало односторонним — по направлению из города. 2 августа 2013 упомянутый путепровод стал частью развязки с ЗСД.

### История общественного транспорта[3]

#### Трамвай
В 1890-е годы по Новодеревенской набережной, Набережной и Благовещенской улицам были проложены пути для конки. Маршрут заканчивался у 3-го Елагина моста.
С 1908 года на Новодеревенской набережной у вокзала Приморской железной дороги было устроено кольцо трамваев № 2 и 3, а с 1914 года — и № 15.
В 1920-е годы маршруты № 3 и 15 были изменены и здесь уже не проходили. В начале следующего десятилетия до Новой Деревни были доведены маршруты № 31 и 38. Маршрут № 2 был выведен в 1934 году из Новой Деревни, а № 31 и 38 пошли дальше севернее Новодеревенской и Стародеревенской улиц до кольца «Приморский проспект» (ранее: «Завод им. Рыкова», затем «Старая Деревня»), который был утроен в 1936 году и действует до настоящего времени.
После Великой Отечественной войны, до 1950 года по Новодеревенской набережной проходил маршрут только трамвая № 38. Затем трамвайные пути были переведены на вновь проложенную улицу Савушкина. При этом недействующие пути сохранялись до 1955 года.
На трамвайном кольце «Приморский проспект» имеет конечную остановку трамвай № 21.

#### Автобус
После прокладки Приморского проспекта по нему до 1981 года был пущен автобусный маршрут № 11 (впоследствии № 411, ныне № 211).
С 19 июля 1948 года здесь проходили маршруты № 16 (затем № 116, № 416, ныне № 216; до 1981 года), № 17 (до 1950 года), № 21 (затем № 16а и № 116а; до 1960-х годов). А также в 1948—1955 годах по восточной части проспекта проходил маршрут № 19.
В настоящее время движение общественного транспорта по проспекту отсутствует, автобусные и трамвайные маршруты проходят по улице Савушкина.

## Достопримечательности
- Приморский вокзал. Располагался на месте современного дома № 15 до начала 1930-х годов.
- Дом № 22 — бывшая богадельня имени Татьяны Степановны Полежаевой, объект культурного наследия регионального значения[5].
- Дом № 31б — двухэтажный особняк 1916 года постройки, арх. Николай Исцеленов[6].
- Дом № 69 — здание ВНИПИЭТ.
- Дом № 79 — Благовещенская церковь, 1805—1809 годы, архитектор В. О. Мочульский.
- Дом № 87 — Дача Шишмарёва — один из немногих сохранившихся до наших дней образцов деревянного классицизма. Двухэтажная деревянная дача с четырёхколонным коринфским портиком была построена по проекту архитектора А. И. Мельникова в 1824—1825 годах. Её владельцем был отставной штабс-капитан Афанасий Фёдорович Шишмарёв.
- Дом № 91 — Буддийский храм (даца́н Гунзэчойнэ́й), 1909—1915 год, архитектор-строитель Г. В. Барановский (по первоначальному проекту Н. М. Березовского)[7][8].
- Дом № 93 — жилой дом при буддийском храме, 1909—1910 год, архитектор Г. В. Барановский.
- Главный вход в Центральный парк культуры и отдыха имени С. М. Кирова на Елагином острове по 3-му Елагину мосту через Большую Невку.
- Парк имени 300-летия Санкт-Петербурга.
- На пересечении Приморского проспекта и Приморского шоссе была установлена скульптура «Девушка с букетом» работы Е. А. Янсон-Манизер. В начале 21 века скульптуру перенесли в Ольгино.

## Галерея
- Дом 31В
- Дома 4 и 6
- Дом 14. Доходный дом и особняк Леммериха
- Дом 22. Бывшая богадельня Полежаевой
- Благовещенская церковь
- Дача Шишмарёва
- Буддийский дацан Гунзэчойнэй
- Дача Алсуфьева
- Перекрёсток с Туристской улицей. Парк 300-летия Санкт-Петербурга

## Реконструкция
В начале 2008 года начались подготовительные работы по реконструкции проспекта.
В ночь с 29 на 30 декабря 2008 года открылось движение транспорта по новому трёхполосному участку Приморского проспекта вдоль Большой Невки между улицей Покрышева и Шишмарёвским переулком. Движение на этом участке осуществляется в одностороннем режиме: к центру — по набережной, из центра — по Приморскому проспекту.
С 23 марта 2009 года, после проведения подготовительных работ для перекладки сетей подземных коммуникаций, движение по Приморскому проспекту было прекращено, и организовано движение по набережной в двустороннем режиме.

### Перспективы
Предполагается обновление дорожного полотна магистрали на участке от улицы Академика Шиманского до Стародеревенской улицы.
Проектом также предусмотрены:
- Снос жилого девятиквартирного дома № 42, находящегося в зоне строительства нового дорожного полотна.
- Инженерные работы:
  - Возведение подпорной сетки набережной,
  - Переустройство инженерных коммуникаций,
  - Установка нового освещения,
  - Возведение трёх наземных пешеходных переходов
  - Строительство подземного пешеходного перехода напротив входа в Центральный парк культуры и отдыха имени С. М. Кирова.

По оценкам проектировщиков стоимость работ составит 6 млрд руб, они будут освоены за 5 лет.